# Méray Motorkerékpárgyár

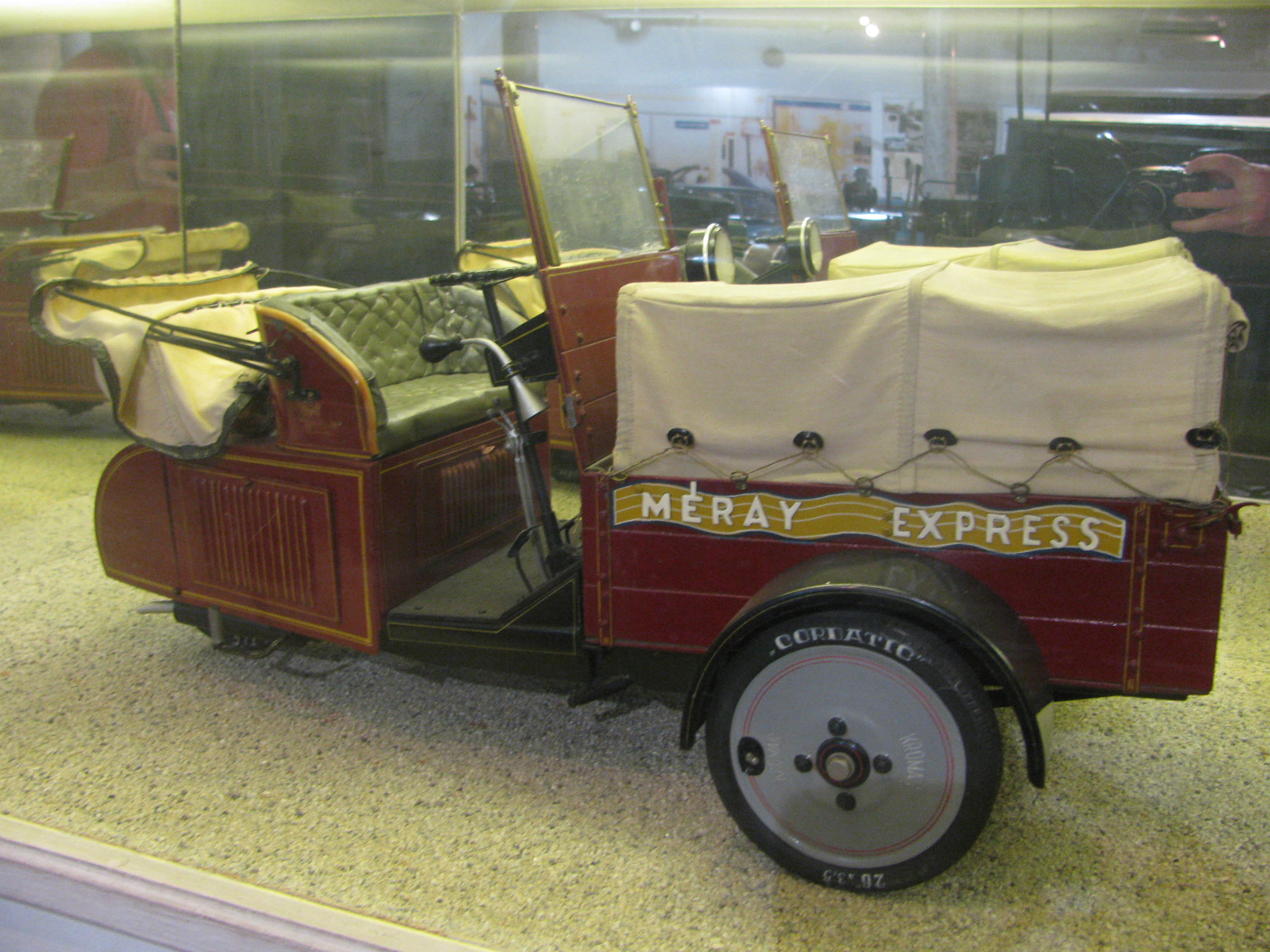
Tříkolka Méray

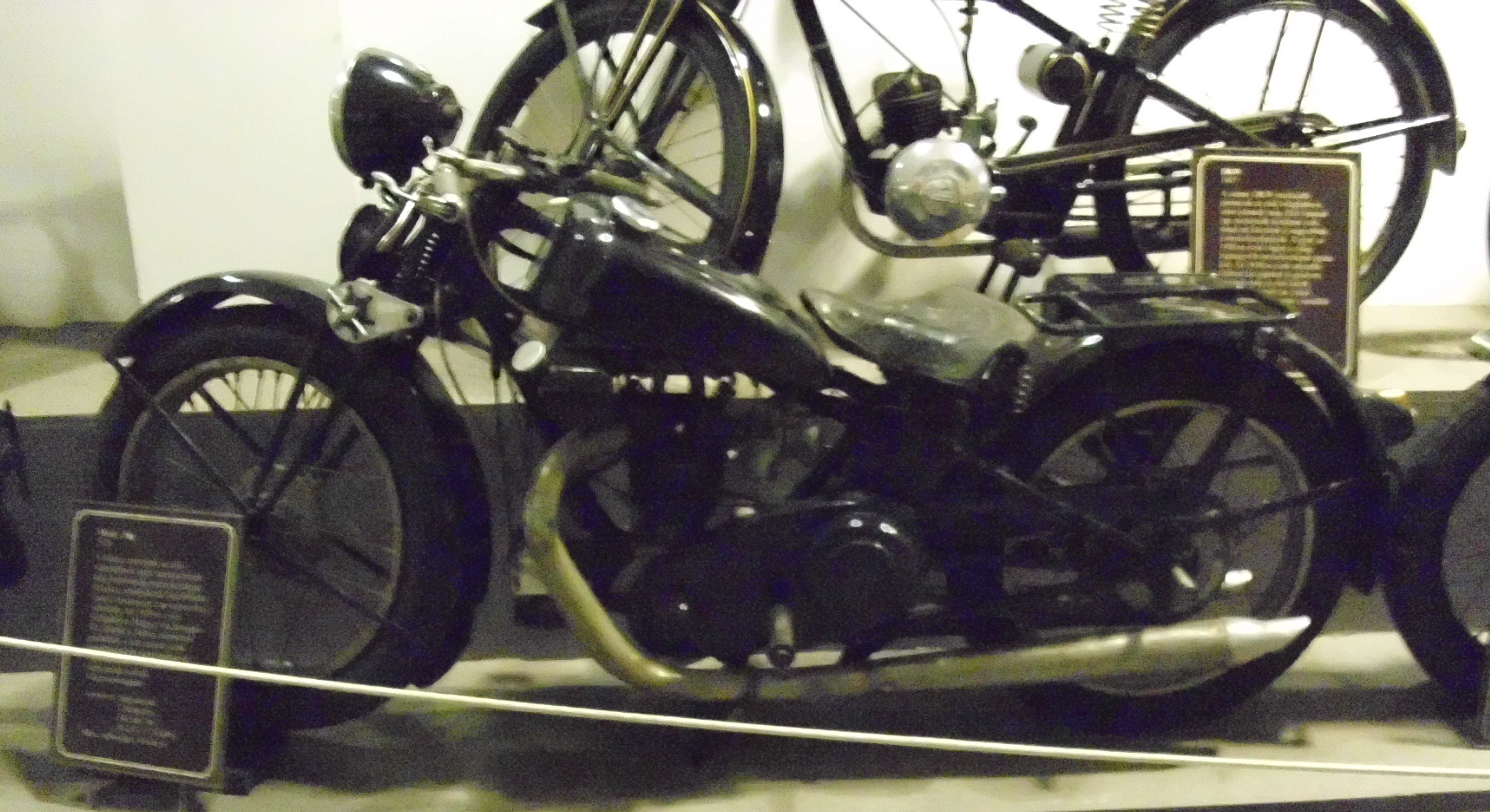
Motocykl Méray-JAP (1928)

Méray Motorkerékpárgyár Rt byl maďarský výrobce automobilů a motocyklů.

## Historie firmy
Společnost založili v roce 1920 bratři Mérayové v Budapešti. Firma se věnovala výrobě motocyklů. Od roku 1928 pokračovala výrobou automobilů, kterou ukončila v roce 1935. Jako opravárenská dílna fungovala až do roku 1948.

## Vozidla
Motocykly byly vyráběny v licenci firem Villiers a J.A.P. Automobily pak v licenci německé automobilky Adler. Kromě toho továrna produkovala tříkolová osobní a užitková vozidla.
První modely motocyklů byly osazovány i motory firem Zedel, Moto-Reve, Sunbeam nebo Blackburne.
V muzeu dopravy v Budapešti jsou vystaveny dva motocykly a zmenšený model tříkolového užitkového vozítka Méray s motorem J.A.P.